# Ministerio de Agricultura de Letonia
El Ministerio de Agricultura de Letonia (en letón: Latvijas Republikas Zemkopības ministrija) es una institución estatal de la República de Letonia que coordina la política a la agricultura, la silvicultura y la pesca. El ministerio está presidido a nivel político por el ministro de agricultura actualmente Jānis Dūklavs del segundo Gobierno Straujuma.

## Actividades
- Subvenciones públicas para el desarrollo agrícola;
- Programa de implantación de la política forestal;
- Programa de la mejora en los recursos de las aguas continentales;
- Programa especializado en cría de ganado;
- Medidas de intervención adoptadas por el mercado cárnico y productos lácteos;
- Monitorización de compuestos tóxicos (productos por cultivos);
- Agricultura, supervisión de trabajo alternativo y fomentar la diversificación no tradicional;
- Participación de organizaciones internacionales
- Programa de apoyo a la agricultura por la Unión Europea.